# Johann Heinrich Emanuel Mousson
Johann Heinrich Emanuel Mousson (* 28. September 1803 in Lonay; † 25. Dezember 1869 in Zürich), Bürger von Morges, Bern und Zürich, war ein konservativer Schweizer Politiker, Bürgermeister des Kantons Zürich (1840 bis 1845) und Stadtpräsident von Zürich (1863 bis 1869).

## Biografie
Johann Heinrich Mousson war der ältere von zwei Söhnen des eidgenössischen Kanzlers Jean-Marc Mousson und wurde in dessen Heimat in Lonay bei Morges geboren. Da sein Vater jeweils beim Wechsel des Vororts seinen Wohnsitz verlegen musste, erhielt er seine Ausbildung in Zürich und an der Berner Akademie. Ab 1824 studierte er die Rechte an der Universität Göttingen im Königreich Hannover. Nach dem Abschluss seiner Studien und einem Aufenthalt in Paris begann er 1828 in der eidgenössischen Kanzlei zu arbeiten und wurde noch im gleichen Jahr zum Privatsekretär seines Vaters befördert. Nach dessen Rücktritt 1830 rückte er in das Amt des Staatsschreibers auf. Dieses Amt legte er jedoch am 5. August 1833 nieder, da er nicht mit dem Vorgehen der liberalen Mehrheit in den Wirren um die Kantonsteilungen in Basel und Schwyz einverstanden war.
Mousson liess sich danach in Zürich nieder, dessen erbliches Bürgerrecht seinem Vater verliehen worden war. Noch im gleichen Jahr wurde er in den Grossen Rat gewählt. 1834 übernahm er das kaufmännische Direktorium, das die Ausführung grösserer Bauvorhaben in Stadt und Kanton Zürich unter sich hatte. 1836 wurde er Mitglied des Grossen Stadtrates und des Bezirksgerichts Zürich. Nach dem Züriputsch wurde der konservativ gesinnte Mousson am 20. September 1839 in den Regierungsrat des Kantons Zürich gewählt. 1840 rückte er in das Amt des Bürgermeisters des Kantons Zürich (das Copräsidium der Regierung) nach und wurde Mitglied des Staatsrates. 1841 bis 1845 war er Präsident des Gesetzgebungsrates, 1844 Zürcher Gesandter an der Tagsatzung. 
Als konservativer Politiker stand er in enger Verbindung zu dem konservativen Vordenker Johann Caspar Bluntschli. Als im Dezember 1844 Moussons Amtskollege, Hans Conrad von Muralt, zurücktrat, versuchten die Konservativen vergeblich, Bluntschli zu dessen Nachfolge zu verhelfen. An seiner Stelle wurde der liberale Ulrich Zehnder gewählt, was den Einfluss der Konservativen in der Regierung deutlich schwächte. Moussons politische Arbeit wurde angesichts der liberalen Mehrheit im Grossen Rat und der steigenden Spannungen zwischen liberalen und konservativen Kantonen in der Eidgenossenschaft immer unbefriedigender. 
Als er im Frühjahr 1845 vom Grossen Rat die Instruktion erhielt, an der ausserordentlichen Tagsatzung in der Jesuitenfrage gegen den konservativen Kanton Luzern zu stimmen, konnte Mousson nur mit Mühe vom sofortigen Rücktritt abgehalten werden. Als Amtsbürgermeister des Vorortskantons Zürich eröffnete er am 25. Februar 1845 die ausserordentliche Tagsatzung in Zürich und übernahm deren Präsidium. Als jedoch die Wahlen in Zürich am 2. April 1845 eine liberale Mehrheit auch im Regierungsrat ergaben, trat Mousson am 3. April von seinem Amt als Bürgermeister zurück, blieb aber bis 1868 Mitglied im Grossen Rat.
Mousson wandte sich nun der Politik in der Stadt Zürich zu und wurde am 17. Mai 1847 Mitglied des engeren Stadtrates und 1848 Vizepräsident des Stadtrates. Am 1. Juni 1863 übernahm er das Amt des Stadtpräsidenten. Ab 1867 litt er unter schwerer Krankheit und verlor erst seine Stimme, im Frühjahr 1869 auch sein Augenlicht. Da er nicht genas, legte er am 3. Juli 1869 alle seine Ämter nieder.